# Торпедо (футбольный клуб, Павлово)
«Торпедо» — российский футбольный клуб из города Павлово (Нижегородская область). Основан в 1961 году. До этого существовала футбольная команда при автомобильном заводе по выпуску автобусов в г. Павлово-на-Оке, игравшая в областных и региональных соревнованиях.
В первенстве СССР команда играла в период с 1961 по 1970 год, в Классе «Б».
В первенстве России — с 1992 по 2004 год. Лучшее достижение — 2-е место в зоне «Поволжье» второго дивизиона в 1998—2000 годах. Лучшее достижение в Кубке России — в розыгрыше 2003/2004 клуб дошёл до 1/64 финала. Рекордсмен клуба по проведённым матчам (355) и забитым голам (82) — Олег Софонов.
В 2004—2005 годах команда играла в любительской лиге.
В 2006 году клуб был расформирован, но с 2011 выступает в чемпионате Нижегородской области, а в 2013 году вышел в финал кубка области.